# Merauder
Merauder ist eine US-amerikanische Metalcore/Hardcore-Band aus New York.

## Geschichte
Die Band wurde im Jahr 1990 gegründet. Kurze Zeit später folgten bereits Auftritte zusammen mit Carnivore, Sick of It All, Motörhead, Morbid Angel und Cro-Mags. Die Band war erstmals auf der Kompilation East Coast Assault mit dem Lied Fear of Sin zu hören. Danach verließ Sänger Minus die Gruppe, woraufhin Merauder aus den Gitarristen Anthony Muccini und Javier „Sob“ Carpio, dem Bassisten Rick Lopez, dem Schlagzeuger Pokey und dem Sänger Jorge Rosado bestand.
1995 folgten eine Split-Veröffentlichung zusammen mit Stigmata und im Anschluss eine Tour mit Biohazard an der Ostküste der USA. Zudem ging die Band im April 1996 mit Stuck Mojo, Power of Expression, Slapshot und Turmoil auf Tour durch Großbritannien.
Nach einem Vertragsabschluss mit Century Media nahm die Band mit Produzent Parris Mayhew (Cro-Mags) das Debütalbum Master Killer auf. Der Veröffentlichung folgte eine Tour mit Fear Factory und danach weitere Auftritte in Europa, wobei die Band auch zusammen mit Böhse Onkelz und Pro-Pain auf Tour durch Deutschland ging und dabei vor bis zu 15.000 Leuten spielte.
Aufgrund der andauernden Touren wurde das zweite Album Five Deadly Venoms zwischen 1998 und 1999 an verschiedenen Orten aufgenommen. Während dieser Zeit hatte Sänger Rosado die Band für einen kurzen Zeitraum verlassen und wurde in dieser Phase durch Eddie Sutton ersetzt. Produziert wurde das Album von A.J. Novello (Leeway). Nach dem Erscheinen des Tonträgers im Jahr 1999, stieß Dave Chavarri (Ill Niño) als neuer Schlagzeuger zur Besetzung.
Mit Produzent Billy Milano nahm die Band ihr nächstes Album Bluetality auf, das 2002 erschien. Etwa im Februar 2005 ging die Band auf US-Tournee zusammen mit Agents of Man, Hoods und Blacklisted. Nachdem am 1. Mai 2006 Gitarrist Carpio starb, wurde das Projekt vorerst pausiert.
Im Jahr 2007 veröffentlichte Century Media die ersten drei Alben als Kompilation unter dem Namen Master Killers: A Complete Anthology. Währenddessen formte sich um Frontmann Jorge Rosada mit den Gitarristen Dave Stafford und Darian Polach, dem Bassisten Drew Smerdon und dem Schlagzeuger Bobby Blood eine neue Besetzung. Daraufhin folgte eine Tour zusammen mit Exodus und Obituary, ehe die Gruppe das Album God Is I aufnahm, das Ende Juni 2009 über Regain Records erschien.

## Stil
Die Band spielt Musik vergleichbar mit den Werken von Biohazard und Pro-Pain und gehört zu den ersten, die Hardcore Punk mit Thrash Metal vermischte. Merauder hatten Einfluss auf klassische Metalcore-Bands wie Hatebreed und Heaven Shall Burn, die bereits Stücke der Band coverten. Das Debütalbum Master Killer lässt sich mit Werken von Thrash-Metal-Bands wie Sepultura von ihrer frühen bis mittleren Schaffensphase oder Slayer, bloß in einer lockeren und straßengebundeneren Variante, vergleichen. Bei den Liedern ist der Einsatz von Gitarrensoli charakteristisch, die jedoch laut Markus Kavka vom Metal Hammer die Lieder dadurch schnell in einen „Bastard aus Machine Head und Biohazard für Arme“ verwandeln würden. Auf Five Deadly Venoms spielte die Band konservativen Hardcore Punk, der fast ohne melodische Einflüsse auskommt. Der Gesang wird als eintönig bezeichnet, der sich das hardcore-typische Shouting beschränkt. Im Vergleich zu den Vorgängern versuchte sich Frontmann Jorge Rosado jedoch musikalisch zu öffnen und streute etwa in dem Lied Find My Way balladenhafte Melodielinie ein. Als Haupteinfluss für die Veränderung der Musik gab er die Band Fear Factory an. Der Titel des Albums wurde nach dem gleichnamigen Kung-Fu-Film gewählt. Auf Bluetality spielte die Band klassischen Metalcore, wobei die Musik im Vergleich zu den Bands der damaligen Zeit, wie etwa Killswitch Engage, als wenig innovativ beschrieben wird. Auch auf God Is I spielte die Band klassischen Metalcore, der sich geschwindigkeitsmäßig meist im Mid-Tempo-Bereich bewegt. Neben hardcore bzw. thrash-metal-typischen Shouts war auf dem Album auch der Einsatz von Doublebass charakteristisch.

## Diskografie
- 1995: Brotherhood (Split-Single mit Stigmata, Stone Recordings)
- 1995: Master Killer (Century Media)
- 1999: Five Deadly Venoms (Century Media)
- 2003: Bluetality (Century Media)
- 2007: Master Killers: A Complete Anthology (Kompilation, Century Media)
- 2009: God Is I (Demons Run Amok)